# Ларса
Ларса је био град-држава у древној Месопотамији на око 25 км југоисточно од Урука. Настао је издвајањем из Сумерско-акадског царства. Поред Исина, Ларса је била најјача држава у јужној Месопотамији у периоду између постојања Сумерске ренесансе и Старог вавилонског царства. Освојио ју је вавилонски цар Хамураби.

## Историја
Град-држава Ларса настала је одвајањем од Сумерско-акадског царства у време његовог последњег владара Иби-Сина. Вођа Аморита, Напланум, је око 2025. године п. н. е. успоставио своју династију са центром у граду Ларси следећи пример Ишби-Ера, владара Исина. Већ у "плачу о страдању Ура" састављеном непосредно након пада Ура под Еламце, види се да је Ларса контролисала територије градова: Лагаш, Ума, Ларка, Кеш. Краљ Гунгунум водио је сукобе са Исином о чему је оставио више података. Он је обновио трговачке везе са народима у долини реке Инд и 1915. године п. н. е. разорио град Малгиум код Тигра приближавајући се Еламу и Сузи. У време његовог наследника Абисариха, исински владари су накратко владали Ларсом.
Наследник Абисариха био је Суму-Ел, припадник сутејско-аморитских племена. У периоду од 1900. до 1850. године п. н. е. успостављене су независне државе-градови са сутејско-аморитским династијама: Сипар, Киш, Кисура, Шурупак, Вавилон, Марад, Тутуб, а осамосталио се и Урук. Државе нису обухватале велике територије јер су паралелно са њима постојале много моћније државе: Исин, Ларса, Ешнуна. 
Свештеници Нипура саставили су бројне химне Суму-Елу и његовом наследнику Нур-Ададу. У време Нур-Адада догодило се катастрофално изливање Еуфрата и Тигра које је променило токове река. То је проузроковало штете у бројним великим градовима. У периоду владавине исток краља у Уруку настаје независна држава. Основао ју је Синкашид, вођа аморитског племена Аманум. 
Наследник Нур-Адада био је краљ Синидин (1849-1843) који је наставио очеве походе ка Вавилону и Ешнуни. У време владавине његових наследника Синаериба и Синикиша почиње слабљење државе Ларсе. Након смрти Синикиша извршен је преврат и на престо долази Цили-Адад. Носио је титулу "цар". Елам, Вавилон и Исин склапају савез против Ларсе. Тада се губи траг Цили-Ададу, а на престо долази син еламског владара Кудурмабуга, Варад-Син, који је још увек био малолетан. Варад-Син умире од болести, а Кудурмабуг на престо поставља свог другог сина - Рим-Сина I. Против Рим-Сина је 1809. године п. н. е. формирана коалиција држава Урука, Исина, Вавилона и Рапикума. Он их је све поразио и заробио уручког краља. У савезу са Вавилоном, Рим-Син 1794. године п. н. е. осваја Исин чиме је престала постојати I династија Исина. 
Рим-Син је владавину наставио подижући храмове. У међувремену је вавилонски цар Хамураби нагло ојачао. Године 1763. п. н. е. успева да победи Рим-Сина I и заузме Ларсу, а како је она од 1794. године п. н. е. владала и Исином, Хамураби је овладао читавом јужном Месопотамијом.

## Владари Ларсе
| Владар      | Владавина                                    | Коментар                          |
| ----------- | -------------------------------------------- | --------------------------------- |
| Напланум    | око 1961—1940. п. н. е. (Кратка хронологија) | Оснивач династије                 |
| Емикум      | око 1940—1912. п. н. е.                      |                                   |
| Самиум      | око 1912—1877. п. н. е.                      |                                   |
| Забаија     | око 1877—1868. п. н. е.                      |                                   |
| Гунгунум    | око 1868—1841. п. н. е.                      |                                   |
| Абисарих    | око 1841—1830. п. н. е.                      |                                   |
| Суму-Ел     | око 1830—1801. п. н. е.                      |                                   |
| Нур-Адад    | око 1801—1785. п. н. е.                      |                                   |
| Синидин     | око 1785—1778. п. н. е.                      | Нур-Ададов син                    |
| Синаериб    | око 1778—1776. п. н. е.                      |                                   |
| Синикиш     | око 1776—1771. п. н. е.                      | Савременик Замбије од Исина       |
| Цили-Адад   | око 1771—1770. п. н. е.                      |                                   |
| Варад-Син   | око 1770—1758. п. н. е.                      | син Кудурмабуга                   |
| Рим-Син I   | око 1758—1699. п. н. е.                      | син Кудурмабуга                   |
| Хамураби    | око 1699—1686. п. н. е.                      | Под вавилонском влашћу            |
| Шамсу-Илуна | око 1686—1678. п. н. е.                      | Под вавилонском влашћу            |
| Рим-Син II  | око 1678—1674. п. н. е.                      | Погинуо у устанку против Вавилона |